# Michal Tonar
Michal Tonar (* 23. September 1969 in Pilsen, Tschechoslowakei) ist ein tschechischer Handballtrainer und ehemaliger Handballspieler.

## Spielerlaufbahn

### Verein
Michal Tonar lernte das Handballspielen in seiner Heimatstadt beim HSC Pilsen. Nach zwei Jahren und einer gewonnenen Meisterschaft 1990 bei Dukla Prag kehrte er nach Pilsen zurück. 1991 lotste ihn sein tschechischer Landsmann Rudolf Havlík nach Island zum Aufsteiger HK Kópavogur. In seiner zweiten Saison konnte der Abstieg nicht mehr verhindert werden und Tonar verließ die Insel nach Unstimmigkeiten mit dem Verein. Zunächst wechselte er in die deutsche Bayernliga zum Amateurverein TB 03 Roding, bevor er ab 1996 erneut für Pilsen spielte. 
Mit Pilsen nahm der rechte Rückraumspieler fortan am Europapokal der Pokalsieger 1997/98 und als tschechischer Meister des Jahres 1998 an der EHF Champions League 1998/99 teil. 1999 wechselte der Linkshänder nach dem Gewinn der zweiten Meisterschaft in die deutsche Regionalliga Süd zur SG Roding/Regensburg. Von 2000 bis 2007 lief Tschechiens zweifacher Handballer des Jahres (1998 und 1999) für den EHV Aue auf. Für den Süd-Zweitligisten erzielte er in der Saison 2006/07 im Spiel gegen SG BBM Bietigheim 17 Tore. Nach sieben Jahren verließ Tonar Aue und schloss sich dem Regionalligisten HSC Bad Neustadt an, für den er bereits im Oktober 2007 19 Mal im Spiel gegen die SG Kronau-Östringen II traf und den Ligarekord einstellte. 2010 unterschrieb er beim TSV Rödelsee in der Bayernliga, wo er 2013 mit dem Gewinn der Meisterschaft seine Laufbahn beendete.

### Nationalmannschaft
Mit der tschechoslowakischen Nationalmannschaft nahm Michal Tonar an den Olympischen Spielen 1992 in Barcelona teil, wo er mit 21 Toren in fünf Spielen bester Werfer seiner Auswahl war. Auch bei der Weltmeisterschaft 1993 war er im Einsatz.
Fortan lief er für die tschechische Nationalmannschaft auf, so bei den Weltmeisterschaften 1995, 1997 und 2001. Bei seiner einzigen Europameisterschaft 1994 erzielte Tonar in den ersten beiden Spielen gegen Rumänien und Frankreich 13 und 12 Tore. Mit 39 Treffern lag er am Turnierende nur zwei Treffer hinter dem Torschützenkönig Thomas Knorr.
Insgesamt bestritt Michal Tonar 197 Länderspiele.

## Trainerlaufbahn
Tonar trainierte die tschechische männliche U-20-Nationalmannschaft, so bei der U-20-Europameisterschaft 2016. Von 2017 bis 2020 war er Trainer seines Heimatklubs aus Pilsen, mit dem er dreimal am EHF-Pokal teilnahm und 2019 die Meisterschaft feierte. In der Saison 2020/21 betreute er den HC Robe Zubří. Seit 2021 ist er Trainer von Dukla Prag.

## Privates
Michal Tonars Söhne Jakub und Michal spielen ebenfalls Handball.